# Saint-Hippolyte (Haut-Rhin)
Saint-Hippolyte, deutsch Sankt Pilt, ist eine französische Gemeinde mit 945 Einwohnern (Stand 1. Januar 2022) im Département Haut-Rhin in der Europäischen Gebietskörperschaft Elsass und der Region Grand Est. Die Gemeinde ist Mitglied des Gemeindeverbands Communauté de communes du Pays de Ribeauvillé.

## Geographie
Die Ortschaft liegt wenige Kilometer südwestlich von Sélestat (Schlettstadt) in der Oberrheinebene am Osthang der Vogesen inmitten von Weinbergen an der Route du Vin (Elsässer Weinstraße). Auf dem Gemeindegebiet liegt ein Teil der Alsace-Grand-Cru-Lage Gloeckelberg, der Rest der Lage liegt auf dem Gebiet der Nachbargemeinde Rodern.
Das Gemeindegebiet gehört zum Regionalen Naturpark Ballons des Vosges. Das Dorf selbst liegt an der Zufahrtsstraße zur im Jahr 1147 erstmals erwähnten Hohkönigsburg.
Der Bahnhof Saint-Hippolyte (Haut-Rhin) der Gemeinde lag etwa 2,5 km vom Ort entfernt an der Bahnstrecke Strasbourg–Basel und wurde 2002 aufgegeben. Das prächtige Empfangsgebäude des Bahnhofs aus der Zeit der Reichseisenbahnen in Elsaß-Lothringen ist heute ein Kulturdenkmal, wurde aber durch ein Feuer 2010 schwer beschädigt.

## Geschichte
Der Name der Siedlung geht auf den heiligen Hippolyt von Rom zurück, dessen Martyrium auch im Wappen des Ortes dargestellt ist und dessen Reliquien im Altar der Pfarrkirche aufbewahrt werden. Saint-Hippolyte (damals Andaldovillare genannt) ist der Geburtsort einer der einflussreichsten Persönlichkeiten der zweiten Hälfte des 8. Jahrhunderts, des heiligen Fulrad, des Abtes von Saint-Denis bei Paris, der auch das Kloster in seinem Geburtsort gründete. Der Ort des Heiligen Römischen Reichs wurde 1766 von Frankreich annektiert.
Von 1871 bis zum Ende des Ersten Weltkrieges gehörte Sankt Pilt als Teil des Reichslandes Elsaß-Lothringen zum Deutschen Reich und war dem Kreis Rappoltsweiler im Bezirk Oberelsaß zugeordnet.

## Wappen
Wappenbeschreibung: In Blau ein goldgekrönter goldener Nabelschild mit einem roten Schrägrechtsbalken der mit drei gestümmelten silbernen Adlern (Alérion) belegt ist. Darüber ein rotgekleideter Reiter mit roter Kappe auf einem nach links trabendem silbergezäumten silbernem Pferd, eine schwarze Peitsche schwingend und den an den Füßen gefesselten goldenen Heiliger Hippolyt von Rom am schwarzen Seil nachziehend.

## Bevölkerungsentwicklung
| Jahr                                            | 1910 | 1962 | 1968 | 1975 | 1982 | 1990 | 1999 | 2006 | 2012 | 2020 |
| ----------------------------------------------- | ---- | ---- | ---- | ---- | ---- | ---- | ---- | ---- | ---- | ---- |
| Einwohner                                       | 1473 | 1140 | 1172 | 1191 | 1154 | 1078 | 1060 | 1050 | 1028 | 980  |
| Quellen: Gemeindeverzeichnis, Cassini und INSEE |      |      |      |      |      |      |      |      |      |      |

## Sehenswürdigkeiten

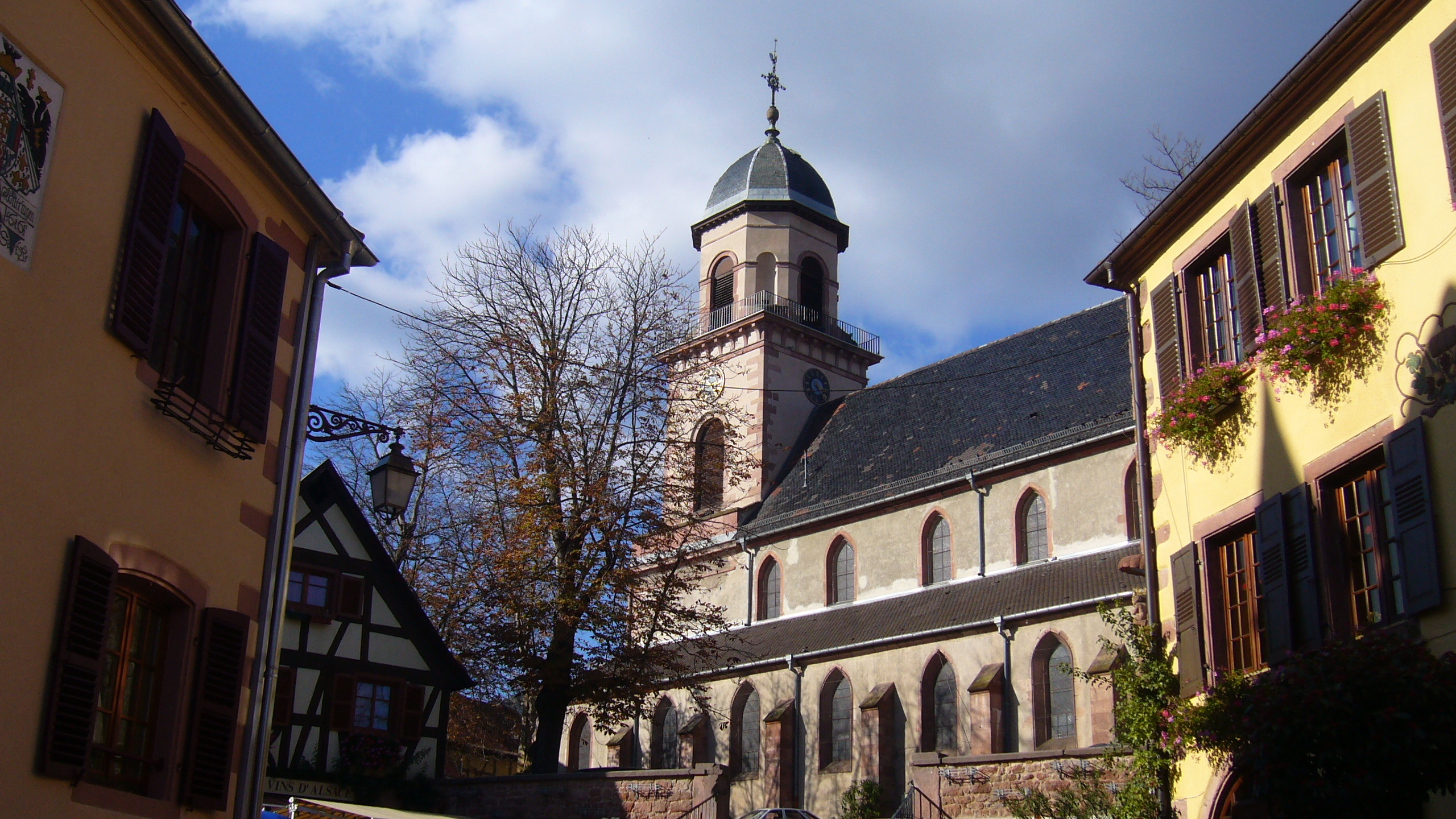
Kirche Saint-Hippolyte
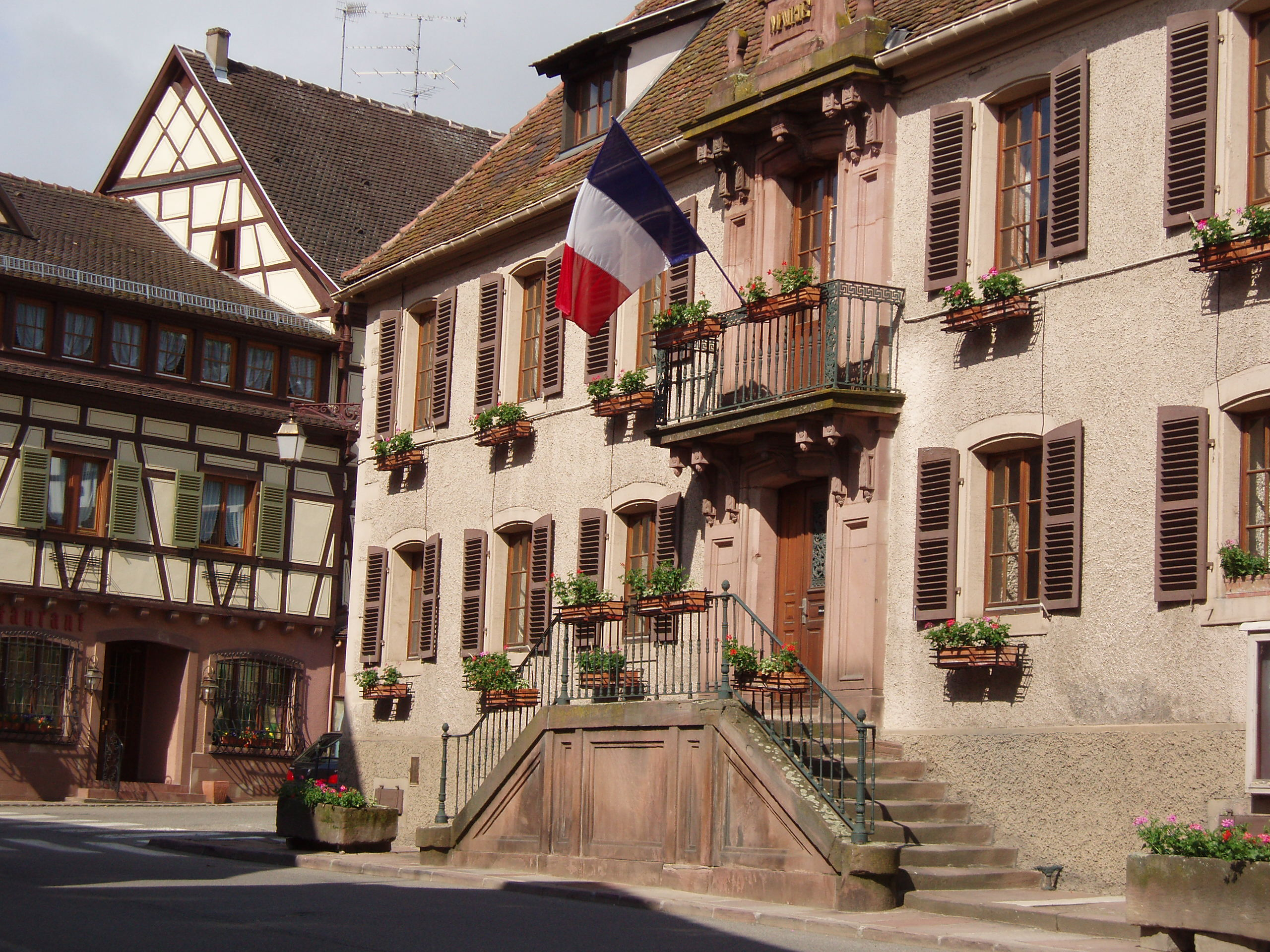
Hôtel de ville Saint-Hippolyte
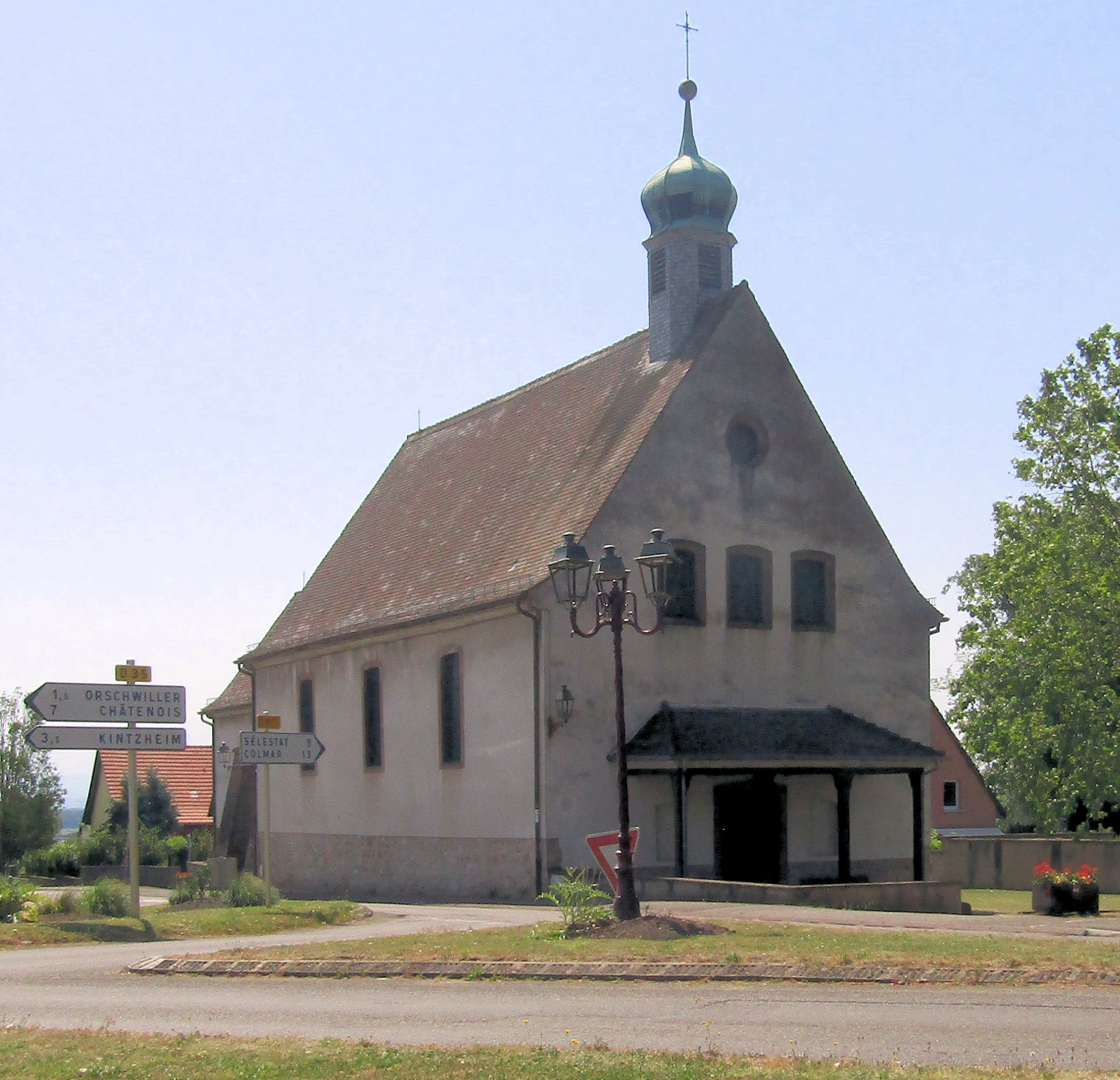
Heiligkreuz-Kapelle
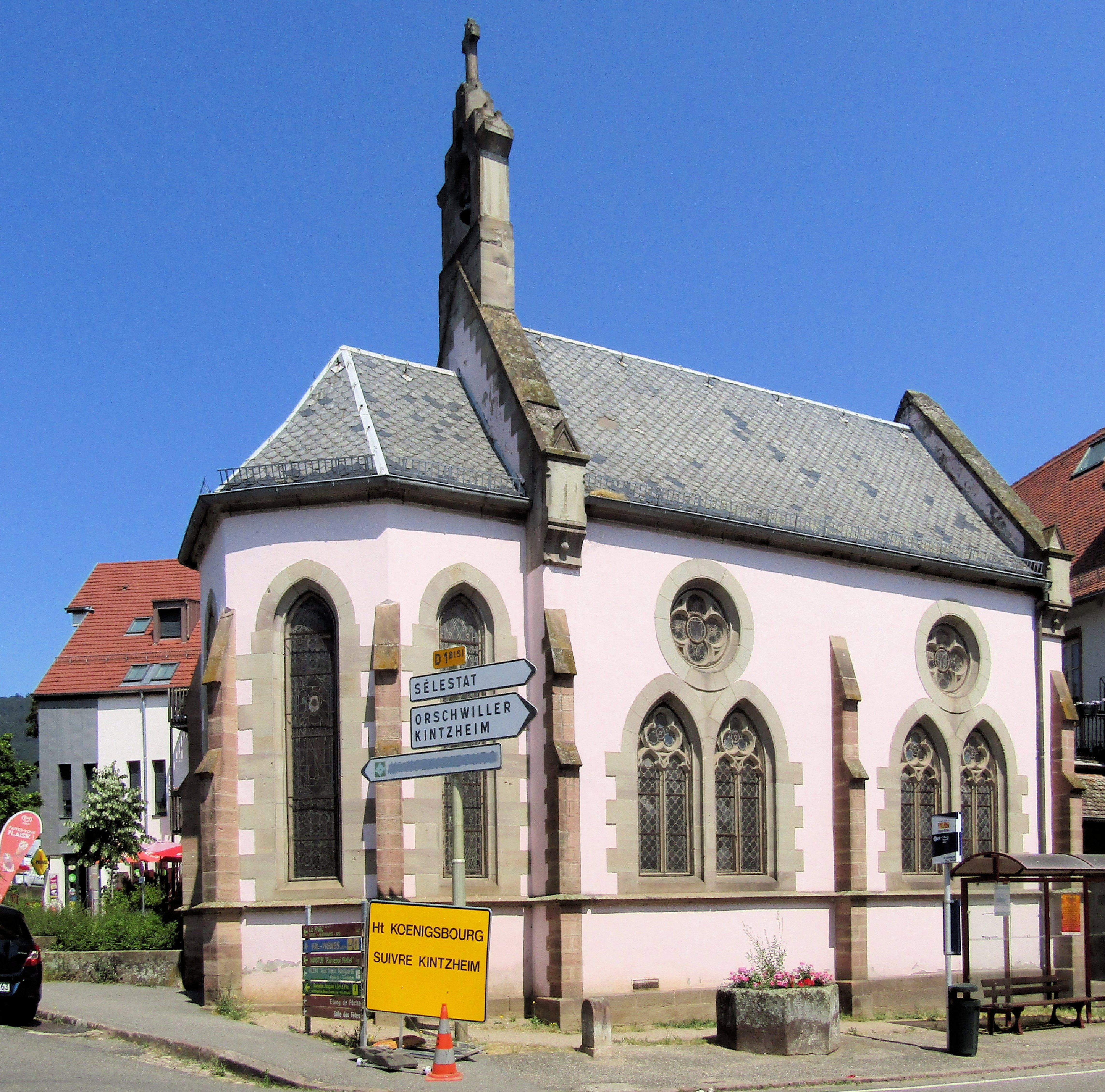
Kapelle Unsere Liebe Frau der Schmerzen
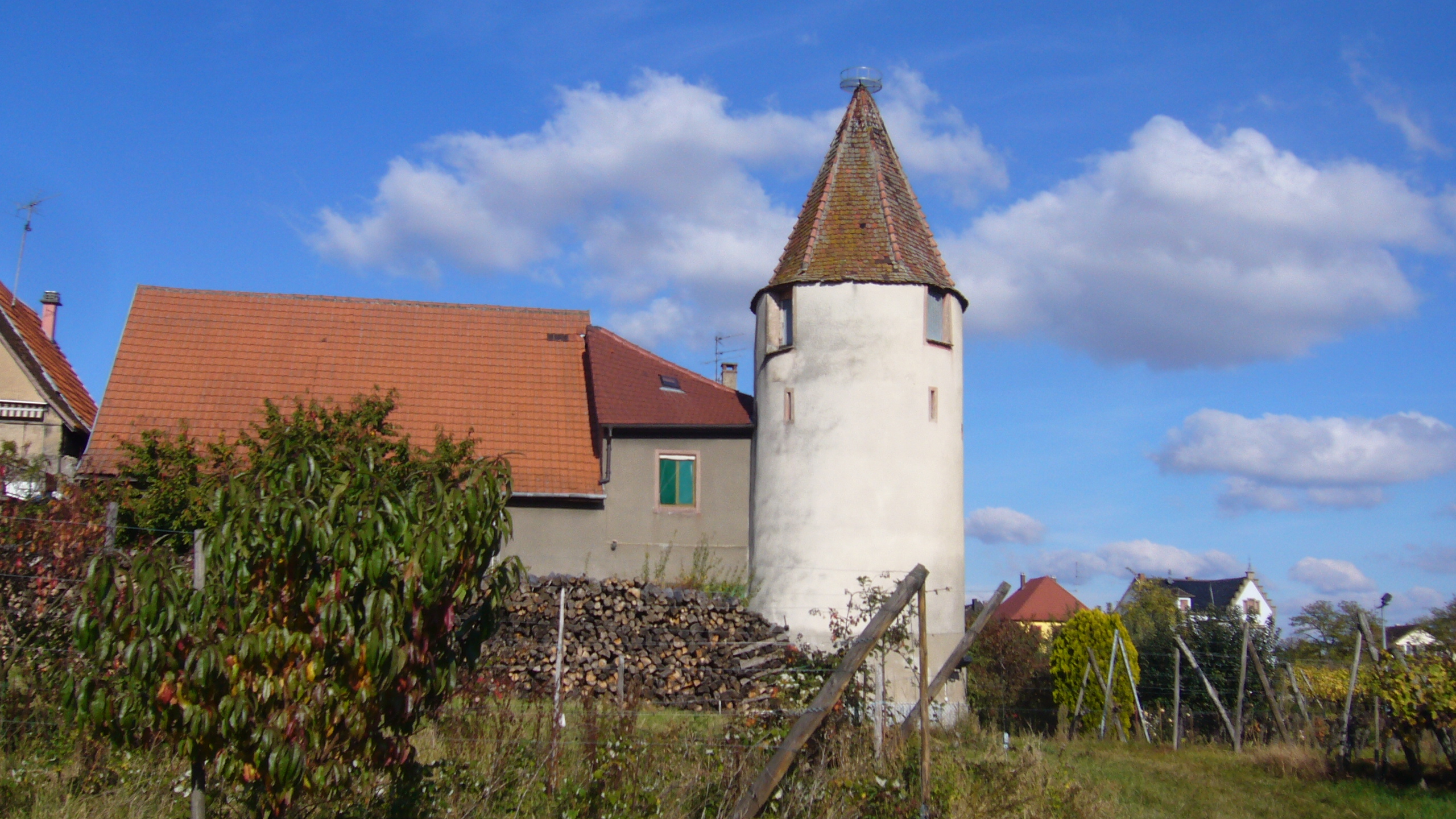
Storchenturm